# Baj-Pus
Baj-Pus är en ort i Mexiko.   Den ligger i kommunen Chilón och delstaten Chiapas, i den sydöstra delen av landet, 800 km öster om huvudstaden Mexico City. Baj-Pus ligger 770 meter över havet och antalet invånare är 127.
Terrängen runt Baj-Pus är huvudsakligen kuperad, men österut är den bergig. Runt Baj-Pus är det ganska tätbefolkat, med 54 invånare per kvadratkilometer. Närmaste större samhälle är Río Jordán, 11,1 km nordost om Baj-Pus. I omgivningarna runt Baj-Pus växer i huvudsak städsegrön lövskog.